# Lijst van Alarmschijven in 1976
Deze hits waren in 1976 tot 20 mei Alarmschijf bij de TROS en vanaf 28 mei bij Veronica op Hilversum 3:
| Nr. | Datum        | Artiest                               | Titel                                          | Hoogste positie in Top 40 |
| --- | ------------ | ------------------------------------- | ---------------------------------------------- | ------------------------- |
| 319 | 3 januari    | Chubby Checker                        | Let's Twist Again                              | 3                         |
| 320 | 10 januari   | Nazareth                              | Love Hurts                                     | 1(5wk)                    |
| 321 | 17 januari   | Sommerset                             | Another Lonely Night                           | 14                        |
| 322 | 24 januari   | Al Martino                            | Volare (Nel Blu Dipinto Di Blu)                | 3                         |
| 323 | 31 januari   | Julien Clerc                          | (Elle Voulait Qu'on L'appelle) Venise          | 14                        |
| 324 | 7 februari   | Wing and a Prayer Fife and Drum Corps | Baby Face                                      | 12                        |
| 325 | 14 februari  | Dalida                                | J'attendrai                                    | 8                         |
| 326 | 21 februari  | Slik                                  | Forever And Ever                               | 2                         |
| 327 | 28 februari  | Bay City Rollers                      | Saturday Night                                 | 3                         |
| 328 | 6 maart      | Kate & Anna McGarrigle                | Complainte pour Ste. Catherine                 | 17                        |
| 329 | 13 maart     | Tina Charles                          | I love to love (but my baby loves to dance)    | 2                         |
| 330 | 20 maart     | Elvin Bishop                          | Fooled Around and Fell in Love                 | 8                         |
| 331 | 27 maart     | Silver Convention                     | Get Up And Boogie                              | 6                         |
| 332 | 3 april      | Limousine                             | Don't Let Love Bring You Down                  | 11                        |
| 333 | 10 april     | Cliff Richard                         | Miss You Nights                                | 10                        |
| 334 | 17 april     | Sammy Davis jr.                       | Baretta's Theme (Keep Your Eye on the Sparrow) | 1(3wk)                    |
| 335 | 24 april     | Donna Summer                          | Could It Be Magic                              | 2                         |
| 336 | 1 mei        | The Stampeders                        | Hit the Road Jack                              | 6                         |
| 337 | 8 mei        | Julien Clerc                          | This Melody                                    | 1(1wk)                    |
| 338 | 15 mei       | The Fatback Band                      | (Do The) Spanish Hustle                        | 12                        |
| 339 | 22 mei       | The Brass Construction                | Movin'                                         | 10                        |
| 340 | 29 mei       | John Sebastian                        | Welcome Back (Kotter)                          | 16                        |
| 341 | 5 juni       | Bob Bouber                            | Voor Niets                                     | 3                         |
| 342 | 12 juni      | Bots                                  | Zeven dagen lang                               | 23                        |
| 343 | 19 juni      | Lee Towers                            | You'll Never Walk Alone                        | 5                         |
| 344 | 26 juni      | KC and The Sunshine Band              | Shake Shake Shake (Shake Your Booty)           | 11                        |
| 345 | 3 juli       | Bonnie St. Claire & Ron Brandsteder   | Dokter Bernhard                                | 7                         |
| 346 | 10 juli      | Full House                            | Standing on the inside                         | 2                         |
| 347 | 17 juli      | The Manhattans                        | Kiss and Say Goodbye                           | 1(3wk)                    |
| 348 | 24 juli      | Elton John & Kiki Dee                 | Don't Go Breaking My Heart                     | 2                         |
| 349 | 31 juli      | George Baker Selection                | Wild Bird                                      | 3                         |
| 350 | 7 augustus   | Dr. Hook                              | A Little Bit More                              | 10                        |
| 351 | 14 augustus  | Jimmy James & the Vagabonds           | Now Is The Time                                | 3                         |
| 352 | 21 augustus  | Erasmo Carlos                         | Cachaça Mecânica                               | 25                        |
| 353 | 28 augustus  | The Stills-Young Band                 | Long may you run                               | 17                        |
| 354 | 4 september  | Johnny Wakelin                        | In Zaire                                       | 2                         |
| 355 | 11 september | BZN                                   | Mon Amour                                      | 1(5wk)                    |
| 356 | 18 september | Albert West                           | Memory Of Life                                 | 11                        |
| 357 | 25 september | Wild Cherry                           | Play That Funky Music                          | 4                         |
| 358 | 2 oktober    | Bay City Rollers                      | I Only Wanna Be With You                       | 9                         |
| 359 | 9 oktober    | The Manhattan Transfer                | Chanson D'Amour                                | 5                         |
| 360 | 16 oktober   | The Ritchie Family                    | The Best Disco In Town                         | 2                         |
| 361 | 23 oktober   | Smokie                                | I'll Meet You at Midnight                      | 5                         |
| 362 | 30 oktober   | Little River Band                     | It's a Long Way There                          | 13                        |
| 363 | 6 november   | ABBA                                  | Money, Money, Money                            | 1(2wk)                    |
| 364 | 13 november  | Jesse Green                           | Flip                                           | 6                         |
| 365 | 20 november  | George Baker Selection                | Mañana (Mi Amor)                               | 5                         |
| 366 | 27 november  | Electric Light Orchestra              | Livin' Thing                                   | 6                         |
| 367 | 4 december   | Champagne                             | Rock And Roll Star                             | 2                         |
| 368 | 11 december  | 10cc                                  | The Things We Do for Love                      | 13                        |
| 369 | 18 december  | Bonnie St. Claire                     | Ik ben gelukkig zonder jou                     | 23                        |
| 370 | 25 december  | Boney M                               | Sunny                                          | 1(1wk)                    |

1969 ·
1970 ·
1971 ·
1972 ·
1973 ·
1974 ·
1975 ·
1976 ·
1977 ·
1978 ·
1979 ·
1980 ·
1981 ·
1982 ·
1983 ·
1984 ·
1985 ·
1986 ·
1987 ·
1988 ·
1989 · 
1990 · 
1991 · 
1992 · 
1993 · 
1994 · 
1995 · 
1996 · 
1997 · 
1998 · 
1999 · 
2000 · 
2001 · 
2002 · 
2003 · 
2004 · 
2005 · 
2006 · 
2007 · 
2008 · 
2009 ·
2010 ·
2011 ·
2012 ·
2013 ·
2014 ·
2015 ·
2016 ·
2017 ·
2018 ·
2019 ·
2020 ·
2021 ·
2022 ·
2023 ·
2024 ·
2025